# Riga Tiger
Riga Tiger är ett svenskt indiepopband bildat 2015 i Göteborg. De kallar sin musik för realismpop och texterna behandlar oftast vardagsrealism.
Debutalbumet Jag håller inte med om din åsikt och är beredd att döda dig för den släpptes 2017 via Youth Recordings och fick goda recensioner. Även uppföljande album har fått fina recensioner.
Albumet Vad ska du göra med all din så kallade mänsklighet från 2021 vann kategorin "Årets pop" på Manifestgalan.
2023 släppte de albumet First day of spring för livet som de istället för att släppa på sedvanligt fysiskt vis med vinylskiva eller CD valde att släppa i bokform.

## Medlemmar
- Anton Graffman Larsson
- Nils Thunberg
- Karl Nordlund
- Linnéa Ljungblad
- Hjalmar Söderling Bille
- Kevin Gelsi[7]

## Diskografi

### Album
- 2017 – Jag håller inte med om din åsikt och är beredd att döda dig för den
- 2019 – Om du tänker på tiden så går den
- 2021 – Vad ska du göra med din så kallade mänsklighet
- 2023 – First day of spring för livet

### Singlar
- 2017 – Påvelund
- 2017 – Hatarrej
- 2017 – Tack vare hen (The Great Escape)
- 2018 – Får man ångra sig
- 2018 – Typecastad
- 2018 – Haha paradis (EP)
- 2019 – Sluta vara vänner
- 2019 – Still GBG
- 2019 – Fucking Åmål
- 2019 – Hur kommer det sig
- 2021 – Realismjazz (EP)
- 2021 – Tio i
- 2021 – Småsten
- 2021 – Alltid som du vill
- 2021 – Tungt regn
- 2023 – Hörlurar och solodans
- 2023 – Ensamma på jorden
- 2023 – Månen
- 2023 – Minns ingenting